# 紅葉温泉
紅葉温泉（もみじおんせん）は、徳島県三好市（旧国阿波国）にある温泉。

## 泉質
- 泉質は重曹泉となりますが、温泉法第2条に定義する温泉ではありません。

## 温泉街
日帰り入浴施設の「ふれあい紅葉温泉」が存在する。他に温泉利用をしている施設はない。

## 歴史
開湯は1994年である。
日帰り入浴施設は、1999年7月にリニューアルを実施した。
2019年4月から公益財団法人徳島県勤労者福祉ネットワークが指定管理者となっている。

## 概要
露天風呂、テレビ付きサウナ、水風呂、イベント風呂、食事処、休憩室　がある。
定休日は　１２月３１日　毎週水曜日　水曜日が祝日の翌日休業。(GW等は別途)

## 周辺情報
- 滝寺
- 三好市健康とふれあいの森
- 三好市三野農村ふれあい広場　予約不要・無料のキャンプ場がすぐ隣にある。

## アクセス
- 鉄道：土讃線阿波池田駅よりバスで約25分。
- 美馬ICより県道12号経由　車で約15分